# مهرداد ميناوند
مهرداد میناوند، من مواليد 30 نوفمبر 1975 في طهران في إيران، لاعب كرة قدم إيراني سابق، وكان يلعب كمدافع.
بدأ مسيرته الكروية مع نادي كشاورز، وفي موسم 1997/1998 انتقل إلى برسبوليس، وفي عام 1998 انتقل إلى شتورم غراتس، وفي موسم 2001/2002 انتقل إلى نادي شارلوا، وفي موسم 2002/2003 انتقل إلى نادي الشباب الإماراتي، وعاد إلى إيران في موسم 2003/2004 ولعب مع برسبوليس، وفي موسم 2004/2005 انتقل إلى سباهان أصفهان، وفي موسم 2005/2006 انتقل إلى نادي راه آهن.
و قد لعب مع منتخب إيران لكرة القدم منذ عام 1996، وشارك معهم في 68 مباراة دولية وسجل 4 أهداف، وقد شارك في كأس العالم لكرة القدم 1998.
توفي بتاریخ 27 يناير 2021 بسبب اصابته بوباء الکورونا.

## روابط خارجية
- مهرداد ميناوند على موقع الاتحاد الدولي (مؤرشف)  (الإنجليزية)
- مهرداد ميناوند على موقع قاعدة بيانات كرة القدم.إي يو (الإنجليزية)
- مهرداد ميناوند على موقع ناشيونال فوتبول تيمز (الإنجليزية)
- مهرداد ميناوند على موقع Soccerway.com (الإنجليزية)
- مهرداد ميناوند على موقع عالم كرة القدم.نت (الإنجليزية)